# بيت الميسري (النادرة)

تعديل مصدري - تعديل

بيت الميسري محلة تابعة لقرية صابح، التابعة لعزلة الشرنمه العليا بمديرية النادرة إحدى مديريات محافظة إب في الجمهورية اليمنية، بلغ تعداد سكانها 95 حسب تعداد اليمن لعام 2004.